# Pórtico da Xuxa
O Pórtico da Xuxa foi inaugurado em 8 de abril de 2002, na cidade de Santa Rosa, no Rio Grande do Sul. Ele está situado na Avenida Rio Grande do Sul, que leva à antiga residência de Xuxa, atualmente um memorial.
O pórtico em cor-de-rosa é construído em concreto armado e possui 30 metros de comprimento por 15 de altura. Seu design em formato de castelo apresenta uma letra "X" no topo das torres, onde uma placa exibe a frase: "Santa Rosa, Terra da Xuxa".

## História
O Pórtico da Xuxa, situado em Santa Rosa, foi erguido no início dos anos 2000. Sua construção ocorreu em um momento de intenso desenvolvimento urbano na cidade, como parte de uma estratégia para aumentar seu apelo. Ao aproveitar a fama de uma de suas residentes mais conhecidas, o pórtico visa atrair visitantes e estimular os negócios locais.
O Pórtico direciona os visitantes para o Memorial da Xuxa, que é a casa onde a apresentadora viveu na infância. Esse espaço foi criado para resgatar a história de Xuxa e foi restaurado pela prefeitura municipal para abrigar um museu em sua homenagem. Conhecida também como "Casa da Xuxa", já recebeu mais de 10 mil visitantes, incluindo pessoas de países como Itália, Canadá, Argentina e Uruguai.
Em 2015, a secretária municipal de Turismo lançou um projeto de restauração do Pórtico, dividido em três etapas. A primeira fase consistiu na recuperação da pintura, seguida pela restauração da foto de Xuxa no portal. Por fim, a última etapa abrangeu a recuperação dos banners no canteiro central da avenida, que leva ao Museu Casa da Xuxa.

## Memorial Xuxa Meneghel

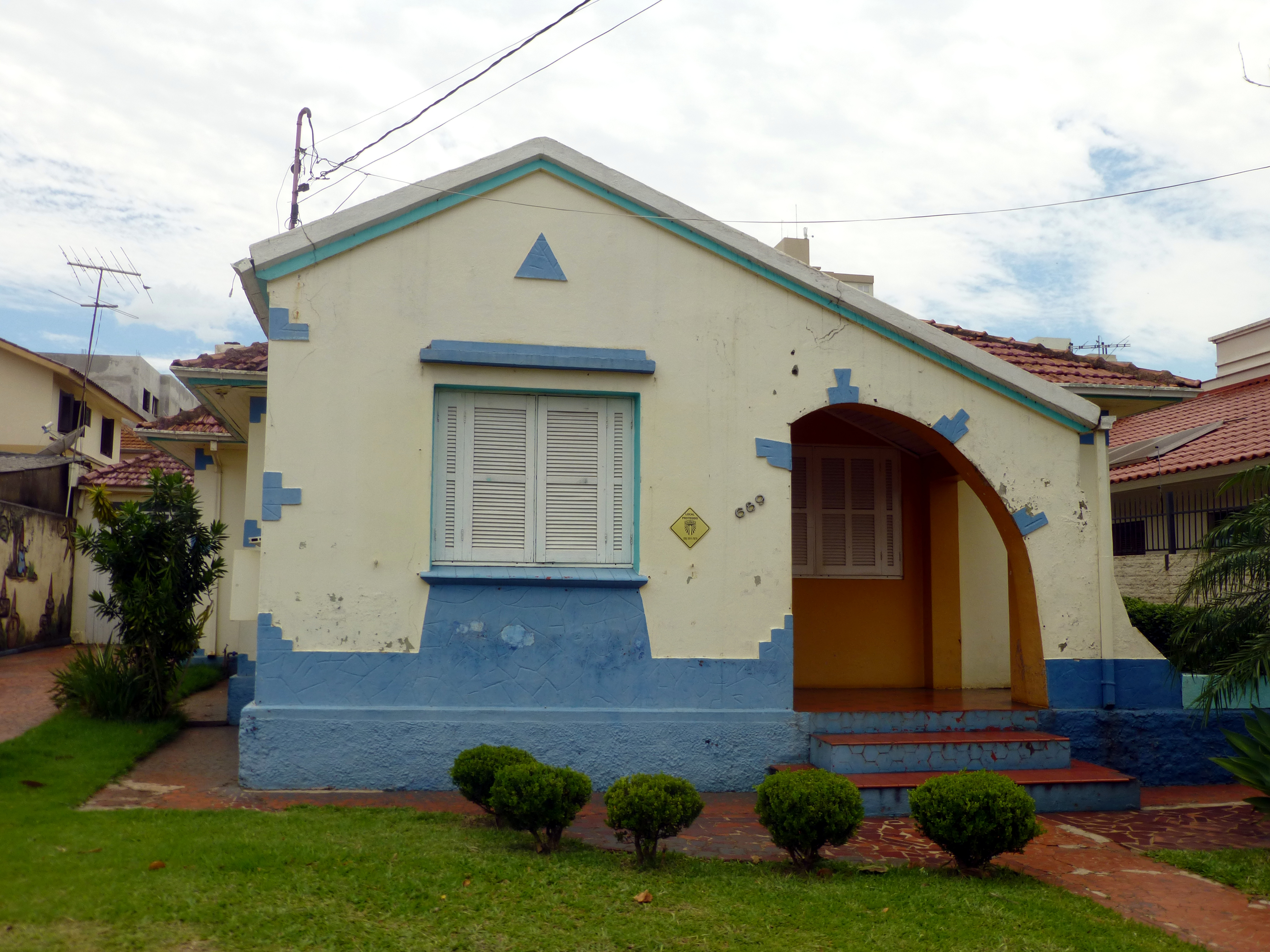
Casa onde nasceu a apresentadora e cantora Xuxa, agora transformada em museu na cidade de Santa Rosa.

Trata-se da casa onde a apresentadora Xuxa e sua família viveram em Santa Rosa, que foi transformada em museu em 2003. O local abriga fotos, objetos (como um bercinho e uma classe escolar) e recordações dos tempos em que Xuxa brincava na Avenida Rio Grande do Sul com seus irmãos e viajava com a família para as férias nas margens do rio Uruguai. Nas salas e quartos da casa, construída nos anos 1950, também há painéis e figurinos cedidos pela Xuxa Produções.
A cada quatro anos, o acervo do museu é renovado e atualizado. O local recebe, em média, 40 visitantes por dia e é o principal ponto turístico da cidade. Inaugurado com a presença da estrela e de sua filha, Sasha, o memorial é administrado pela prefeitura de Santa Rosa, com o apoio da Xuxa Produções. Poucos membros da família ainda residem em Santa Rosa; a maioria — irmãos, tios, sobrinhos e primos — mudou-se para o Rio de Janeiro para trabalhar com Xuxa. Entre os que permaneceram está Paulo Meneghel, irmão caçula do pai da artista, que nunca quis deixar o interior e as pescarias nas margens do rio Uruguai, sua grande paixão.